# Мехкешти
Мехкешти (рос. Мехкешты) — село у Ножай-Юртовському районі Чечні Російської Федерації.
Населення становить 181 особу. Входить до складу муніципального утворення Ножай-Юртовське сільське поселення.

## Історія
Згідно із законом від 20 лютого 2009 року органом місцевого самоврядування є Ножай-Юртовське сільське поселення.

## Населення
| 1990 | 2002 | 2010 |
| ---- | ---- | ---- |
| 175  | ↘138 | ↗181 |